# A Szíriai Légierő An–26-os gépének légi katasztrófája
2015. január 18-án a Szíriai Légierő egyik An–26 típusú repülőgépe Szíria Idlib kormányzóságában leszállás közben földhöz csapódott az ostrom alatt álló Abu al-Duhur katonai repülőtér közelében. A fedélzeten katonák utaztak, valamint felszereléseket és lőszereket szállítottak. A gépen utazó 35 ember, köztük 30 szír katona és 5 iráni katonai szakértő életét vesztette.  A szír média és az ellenzéket támogató Szír Emberi Jogi Megfigyelők (SOHR) szerint a becsapódás hátterében a ködös idő vagy „technikai probléma” állhatott. A repülőgép nekiütközött egy elektromos vezetéket tartó oszlopnak is. Az al-Káida helyi szervezete, az al-Nuszra Front azonban magára vállalta a repülőgép lelövését. A szír média nyilvánosságra hozott egy listát a 30 megölt szír katona nevével. Az SOHR szerint a halottak között volt 13 szír tisztviselő is.